# Arthur Mussil
Arthur Mussil (* 30. September 1911 in Mödling; † 21. Februar 1999 in Klosterneuburg) war ein österreichischer Politiker (ÖVP) und Generalsekretär der Bundeskammer der gewerblichen Wirtschaft. Er war von 1964 bis 1966 Mitglied des Bundesrates und von 1966 bis 1979 Abgeordneter zum Nationalrat.
Mussil besuchte nach der Volksschule ein Gymnasium, das er mit der Matura abschloss. Danach studierte er an der Universität Wien und promovierte zum Doktor. Nach seiner Gerichtspraxis trat er 1936 in den Dienst des Landesgewerbeverbandes Niederösterreich, ab 1945 arbeitete er für die Kammer der gewerblichen Wirtschaft für Niederösterreich. 1952 übernahm er die Funktion des Kammeramtsdirektors, 1966 wurde er Generalsekretär der Bundeskammer der gewerblichen Wirtschaft.
Mussil war ab 1948 Mitglied der Landesleitung des Österreichischen Wirtschaftsbundes in Niederösterreich und vertrat die ÖVP zwischen dem 19. November 1964 und dem 30. März 1966 im Bundesrat. Danach war er vom 30. März 1966 bis zum 4. Juni 1979 Abgeordneter zum Nationalrat.